# Heckelberg-Brunow
Heckelberg-Brunow település Németországban, azon belül Brandenburgban. Lakosainak száma 726 fő (2023. december 31.). Heckelberg-Brunow Falkenberg (Mark) és Höhenland községekkel határos.

## Népesség
A település népességének változása:
| Lakosok száma | 659  | 682  | 711  | 717  | 726  |
|               | 2017 | 2019 | 2021 | 2022 | 2023 |